# Vlaamse verkiezingen 2009/Kandidatenlijsten/Vlaams Belang
Dit zijn de kandidatenlijsten van het Vlaams Belang voor de Vlaamse verkiezingen van 2009. De verkozenen staan vetgedrukt.

## Antwerpen

### Effectieven
1. Filip Dewinter
2. Anke Van dermeersch
3. Frank Creyelman
4. Pieter Huybrechts
5. Hilde De Lobel
6. Tim Willekens
7. Hans Verreyt
8. Paul Meeus
9. Hilde Van Echelpoel
10. Philip Maes
11. Janice Laureyssens
12. Jan Van Wesembeeck
13. Isabelle Huysmans
14. René De Belder
15. Pam Claessens
16. Annick Buggenhout
17. Gerolf Annemans
18. Marijke Dillen
19. Philippe Van Der Sande
20. Suzy Lismont-Cools
21. Fanny Schenkels
22. Geert Smets
23. Sabine De Wit
24. Jan Claessen
25. Mieke De Moor
26. Hilde Claessens
27. Freddy Geens
28. Anneke Luyckx
29. Olivier Peeters
30. Mieke Langmans-De Bast
31. Rita De Bont
32. Freddy Van Gaever
33. Bruno Valkeniers

### Opvolgers
1. Marijke Dillen
2. Jan Penris
3. Marleen Van Den Eynde
4. Wim Wienen
5. Raf Liedts
6. Barbara Bonte
7. Dirk Aras
8. Johan Van Brusselen
9. Chrisje Colman
10. Andy Aertgeerts
11. Ineke Cleymans-Oris
12. Kimberley Van De Mooter
13. Ivan Wartel
14. Sandy Neel
15. Alexandra Colen
16. Hugo Coveliers

## Brussels Hoofdstedelijk Gewest

### Effectieven
1. Johan Demol
2. Valérie Seyns
3. Roland Assys
4. Jozef Roelandt
5. Monique Vanderdeelen
6. Carine Lootens-Stael-Van Mol

### Opvolgers
1. Erik Arckens
2. Greet Van Linter
3. Erland Pison
4. Eddy Van Calsteren
5. Marie-José Vanwetswinkel
6. Mia Van Haelst-Vercraeye

## Limburg

### Effectieven
1. Linda Vissers
2. Chris Janssens
3. Annick Ponthier
4. Leo Pieters
5. Eddy Van Buggenhout
6. Marijke Geraerts
7. Veronique Bartels
8. Ludo Diliën
9. Ronald Peeters
10. Linda Vervaeren
11. Christel Fonteyn
12. Danielle Vanheusden
13. Inge Van Heester
14. Guy Coenegrachts
15. Wim De Meesters
16. Bert Schoofs

### Opvolgers
1. Katleen Martens
2. Leo Pieters
3. Jos Robben
4. Rita Caubergs-Keunen
5. Marina Herbots
6. Koen Ooms
7. Maggy Schalley
8. Carine Achten
9. Hilda Verherstraeten
10. Kristy Balette
11. Johan Van Reeth
12. Kristel Vandeput
13. Jimmy Wenmeekers
14. Firmin Kempeneers
15. Marijn Andries
16. Leo Joosten

## Oost-Vlaanderen

### Effectieven
1. Karim Van Overmeire
2. Gerda Van Steenberge
3. Johan Deckmyn
4. Alain Cleyman
5. Erik Tack
6. Kristina Colen
7. Guy D'haeseleer
8. Roland Pannecoucke
9. Tanguy Veys
10. An Renette
11. Etienne Vlaminck
12. Katrien Van Huffel
13. Veronique Lenvain
14. Geert Neirynck
15. Stefaan Van Gucht
16. Marina Van Den Berghe
17. Lieve Van Den Bossche
18. Hilde Raman
19. Stephan Bourlau
20. Sabrina Dessein
21. Marie-Jeanne Mathys
22. Katrijn Busschaert-De Blanger
23. Maria Moerenhout
24. Karel Vander Mijnsbrugge
25. Kathy Mercie-Mertens
26. Francis Van Den Eynde
27. Frans Wymeersch

### Opvolgers
1. Erik Tack
2. Barbara Pas
3. Werner Marginet
4. Nele Jansegers
5. Olaf Evrard
6. Bart Kesteleyn
7. Christel De Bruecker
8. Filip Lecompte
9. Ann Spitaels
10. Freya Gabriël
11. Gilberte Geers
12. Ilse Craessaerts
13. Danny Torremans
14. Marleen Reyniers
15. Luc Goeminne
16. Geert Goubert

## Vlaams-Brabant

### Effectieven
1. Joris Van Hauthem
2. An Michiels
3. Felix Strackx
4. Wim Van Dijck
5. Hilde Roosens
6. Peter Naulaerts
7. Luk Raekelboom
8. Gerda Van Hecke-Veldeman
9. Christine De Winter
10. Katie Van Der Heyden
11. Johnny Beertens
12. Carine Van Bael
13. Liliane Ilands
14. Anita Vermeylen
15. Rony De Backer
16. Ann Frans
17. Odette Van Brusselen
18. Jan Laeremans
19. Filip De Man

### Opvolgers
1. Wim Van Dijck
2. Marleen Fannes
3. Georges Gillis
4. Nico Creces
5. Jörgen Noens
6. Vanessa De Bolle
7. Anita Uyttebroek
8. Inge Moysons
9. Guy Reyns
10. Nadine Motten
11. Patricia Teughels-Malaise
12. Valère Oversteyns
13. Sven Vanhoutte
14. Maria Van Der Bruggen
15. Annie Van Cleynenbreugel
16. Hagen Goyvaerts

## West-Vlaanderen

### Effectieven
1. Frank Vanhecke
2. Agnes Bruyninckx-Vandenhoudt
3. Christian Verougstraete
4. Johan Sanders
5. Peter Verniers
6. Georg Barbary
7. Nancy Six
8. Rika Buyse
9. Eric Jaegers
10. Sandra De Schuyter
11. Reinilde Van Cleemput
12. Reinhart Madoc
13. Patrick De Bruyne
14. Isa Verschaete
15. Jos Boons
16. Marita Vermaesen
17. Dina Bruneel-Demeulenaere
18. Dieter Alyn
19. Stephanie Nuytten
20. Véronique Mulier-Michiels
21. Katty Tournoij
22. Koen Bultinck

### Opvolgers
1. Stefaan Sintobin
2. Reinhilde Castelein
3. Maarten Seynaeve
4. Immanuel De Reuse
5. Dominiek Spinnewyn-Sneppe
6. Luc Masyn
7. Tamara Vandenbulcke-Vercaigne
8. Patrick De Vyt
9. Claude Lecointre
10. Dieter Van Parys
11. Veronique Coutteau
12. Andrea Van Dyck
13. Cindy Versluys
14. Martine Decanniere
15. An Braem
16. Yves Buysse